# Грузинське повстання на острові Тесел
Грузинське повстання на острові Тесел (5 квітня 1945 — 20 травня 1945) — повстання батальйону грузинських легіонерів (колишніх радянських військовиків грузинського походження) на острові Тесел у провінції Північна Голландія проти німецьких окупантів цього нідерландського острова під час Другої світової війни. Часом його називають Останнє поле бою в Європі. Повстання очолив лейтенант вермахту (колишній капітан РСЧА) Шалва Лоладзе.
Острів займав ключову позицію в німецькому Атлантичному валу та був ґрунтовно укріплений. Грузинські солдати були вихідцями з Грузинської РСР, що потрапили в полон на Східному фронті та воліли воювати на боці німців, аніж голодувати в німецьких концентраційних таборах. Вони були розміщені на острові в таборі полонених та виконували обов'язки допоміжних військ.
У ніч з 5-го на 6 квітня 1945 року, сподіваючись на швидку висадку союзних військ, вони повстали проти німців і на короткий час взяли острів під свій контроль. При цьому були знищені близько 400 німецьких солдатів. Їм, проте, не вдалося захопити батареї берегової артилерії й тому вони не змогли завадити висадці німецьких допоміжних військ. Німці, підсилені броньованою технікою, доставленою з материка, знову взяли острів під свій контроль після тижнів важких боїв.
Протягом російської війни (як ці події називають на самому острові) загинуло близько 800 німецьких і 570 грузинських солдатів та 120 мешканців острова. Руйнація була величезна, десятки ферм спалені. Безглузде кровопролиття тривало навіть після капітуляції німців у Нідерландах та Данії 5 травня 1945 року та загальної капітуляції Німеччини 8 травня 1945 року. Лише 20 травня 1945 року канадські війська змогли зупинити бої.
Загиблих грузинів поховали на кладовищі на горі Гоге-Берґ біля Авдесхилду. Для тих, хто вижив, події не мали щасливого закінчення. Згідно з ялтинською угодою, їх силою повернули до СРСР. Сталін уважав бранців за зрадників, тому більшість із 2 мільйонів радянських полонених, відісланих союзниками на батьківщину, була піддана репресіям.
У музеї повітроплавання в аеропорту острова є стала експозиція, що висвітлює ті події.